# 683
683 је била проста година.

## Догађаји
- Краљ Сигхере од Есекса умире након 19-годишње заједничке владавине. Његов брат Себи постаје једини владар Есекса до своје смрти 694. године.
- 26. август – Битка код ал-Харе: Омајадски калифат побеђује побуњеничке браниоце Медине, на пољу лаве североисточно од града.
- Септембар–новембар – Опсада Меке: Омајадска војска предвођена Хусејном ибн Нумајром ал-Сакунијем опседа Меку, током којег је Каба запаљена.
- 14. новембар – Калиф Јазид I умире у Дамаску, после трогодишње владавине обележене грађанским ратом. Наследио га је син Муавија II као владар Омајадског калифата.
- 27. децембар – Цар Гаозонг умире у Луојангу, у 55. години, након 34-годишње владавине у којој је проширио Кинеско царство освајањем Кореје као вазалне државе.
- Цар Тенму наређује реформу у Јапану; уместо сребрњака морају се користити бакарни новчићи. Три дана касније издаје декрет којим се дозвољава наставак употребе сребра.
- Приближан датум – Направљен је поклопац саркофага у гробници К'иницх Јанааб' Пакала (Штит 2), Храм натписа, Паленкуе, Мексико (култура Маја).
- 28. јун – Папа Лав II умире у Риму 10 месеци након што је посвећен.